# STS-135

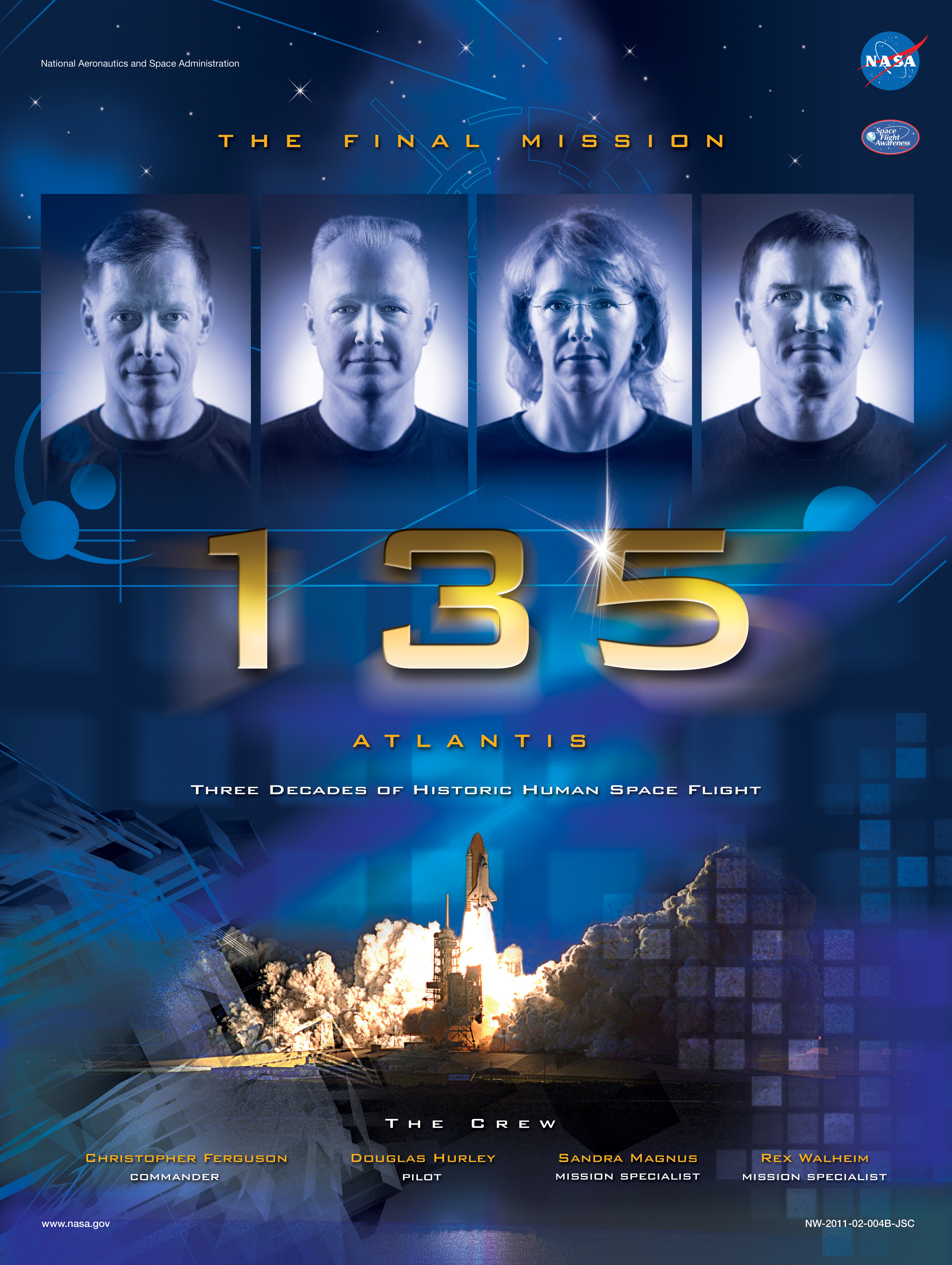
Poster da missão STS-135.

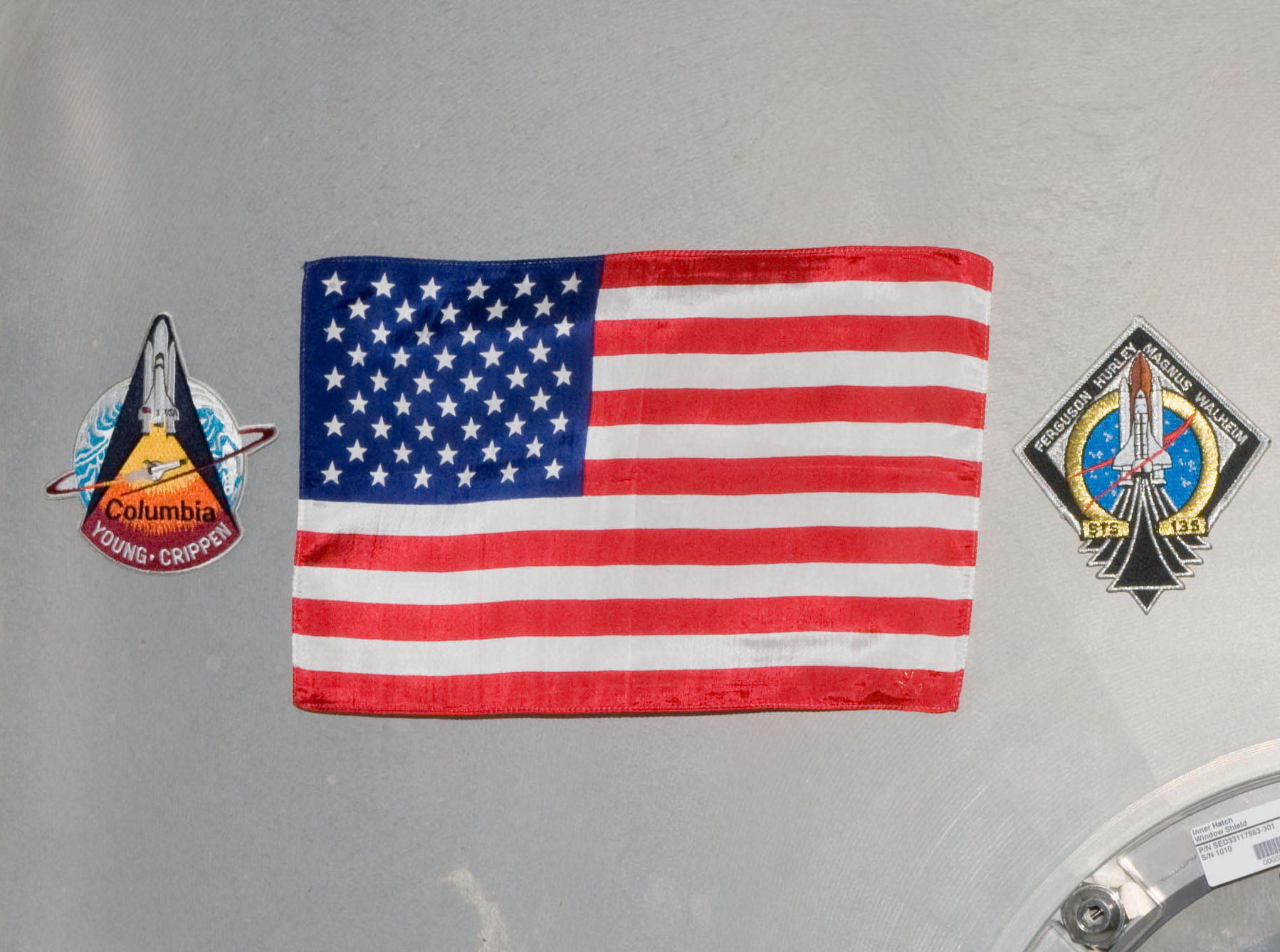
Insína inicial (STS-1) e insígnia final (STS-135) das missões com ônibus espaciais

STS-135 foi a última missão da NASA realizada por um ônibus espacial. O Atlantis transportou o Módulo de Logística Multifuncional Rafaello. O lançamento ocorreu no dia 08 de julho de 2011.
Esta foi a missão ULF7 de construção da ISS e o derradeiro voo da frota de orbitadores da NASA.

## Tripulação
| Comandante            | Christopher Ferguson, NASA 3º voo espacial | Christopher Ferguson, NASA 3º voo espacial | Christopher Ferguson, NASA 3º voo espacial |
| Piloto                | Douglas Hurley, NASA 2º voo espacial       | Douglas Hurley, NASA 2º voo espacial       | Douglas Hurley, NASA 2º voo espacial       |
| Especialista de Voo 1 | Sandra Magnus, NASA 3º voo espacial        | Sandra Magnus, NASA 3º voo espacial        | Sandra Magnus, NASA 3º voo espacial        |
| Especialista de Voo 2 | Rex Walheim, NASA 3º voo espacial          | Rex Walheim, NASA 3º voo espacial          | Rex Walheim, NASA 3º voo espacial          |

### Posicionamento no ônibus
| Assentos 1–4 no convés. Assentos 5–7 no Middeck. | Assento | Lançamento     | Aterrissagem   |
| Assentos 1–4 no convés. Assentos 5–7 no Middeck. | S1      | Chris Ferguson | Chris Ferguson |
| Assentos 1–4 no convés. Assentos 5–7 no Middeck. | S2      | Douglas Hurley | Douglas Hurley |
| Assentos 1–4 no convés. Assentos 5–7 no Middeck. | S3      | Sandra Magnus  | Sandra Magnus  |
| Assentos 1–4 no convés. Assentos 5–7 no Middeck. | S4      | Rex Walheim    | Rex Walheim    |

A missão transportou apenas quatro astronautas. Com a aposentadoria dos outros ônibus espaciais não seria possível uma missão de resgate realizada por uma nave estadunidense, deste modo, caso acontecesse algum problema com o Atlantis, os astronautas teriam que permanecer a bordo da Estação Espacial a espera de duas naves soyuz para que pudessem retornar para a Terra.

## Objetivos
Transportar o Módulo de Logística Multifuncional Rafaello a ISS.

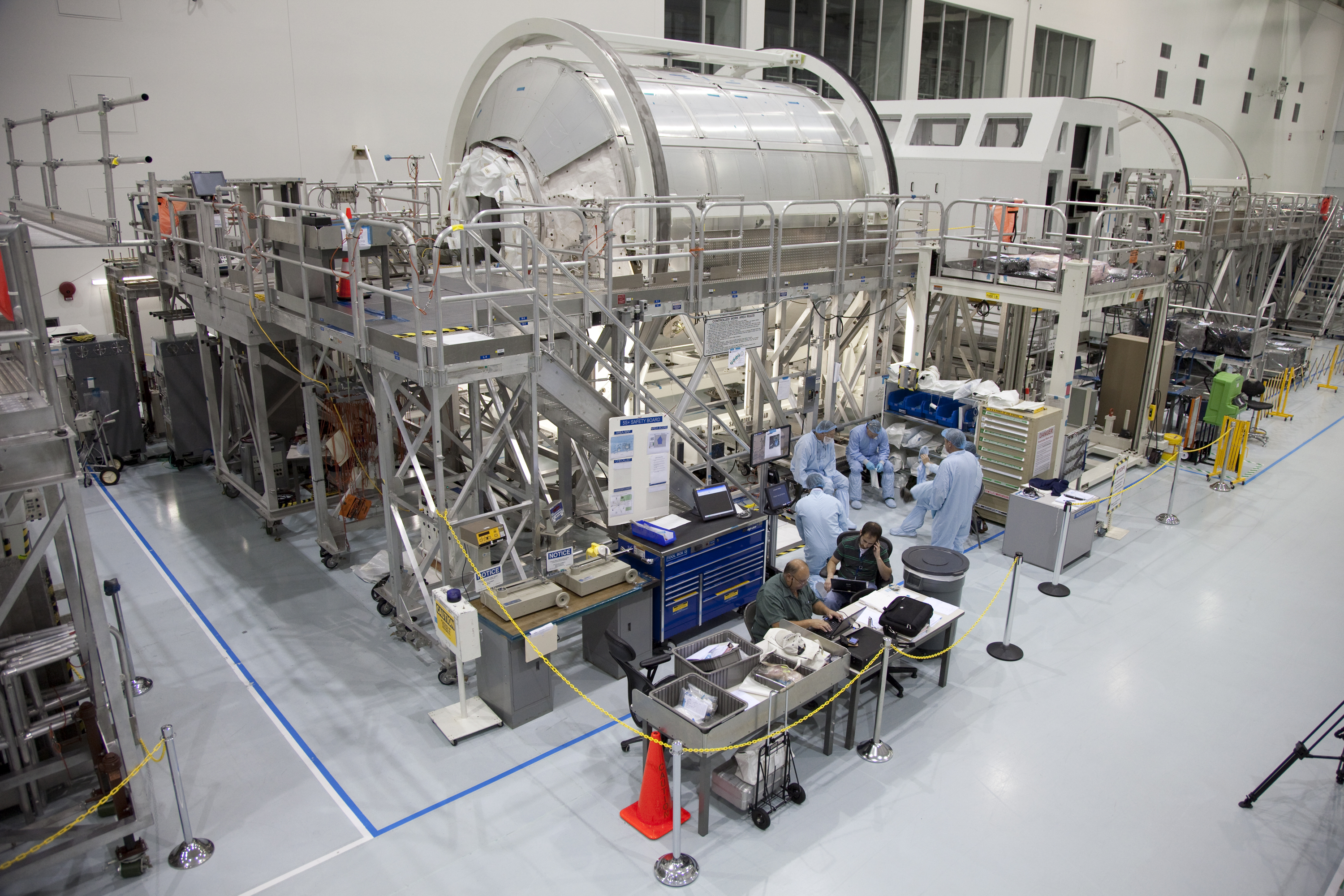
Raffaello na Instalação de Processamento da Estação Espacial.
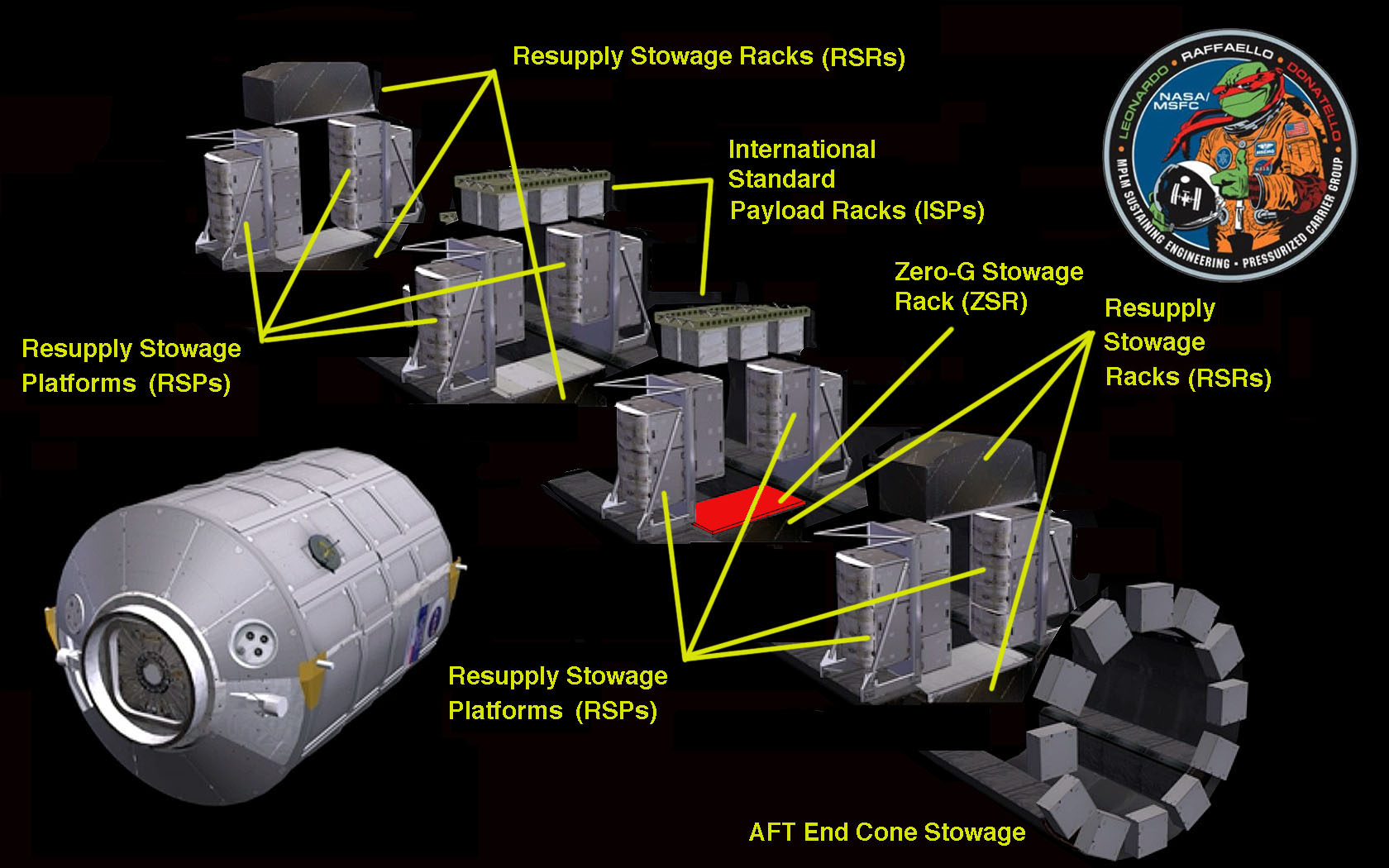
Uma visão do RRM na parte inferior do LMC no SSPF com técnicos para escala

## Dia a dia

### 8 de julho-Dia 1
O dia do lançamento foi ameaçada por condições climáticas desfavoráveis, deixando apenas uma chance de 30% de um lançamento ocorrer; isso mudou de uma hora antes do lançamento ao acaso. Estima-se que 1 milhão de pessoas apareceram para ver o lançamento em sites de visualização. O tempo satisfatório apareceu uma hora antes da janela de lançamento que permite a missão de prosseguir como planejado. O voo final do Atlantis lançado do Centro Espacial Kennedy, ocorreu às 15h29 UTC. O lançamento foi aplaudido por uma multidão de quase um milhão de ambos dentro do Centro Espacial Kennedy, e da área circundante.

## Hora de acordar
A NASA iniciou uma tradição de tocar música para os astronautas durante o programa Gemini, e usou pela primeira vez a música para acordar uma tripulação durante a Apollo 15. Cada faixa é especialmente escolhida, muitas vezes pelas famílias dos astronautas, e normalmente tem um significado especial para um membro individual da tripulação, ou é aplicável às suas atividades diárias.
Para a STS-135, algumas das chamadas foram acompanhadas por saudações, a partir de qualquer artista ou funcionários da NASA.
| Dia    | Som                                   | Artista                  | Saudação                                                                                 | Tocada para | Links         |
| ------ | ------------------------------------- | ------------------------ | ---------------------------------------------------------------------------------------- | --- | ------------- |
| Dia 2  | "Viva la Vida"                        | Coldplay                 | Funcionários do Marshall Space Flight Center                                             | Douglas Hurley | MP3 WAV Video |
| Dia 3  | "Mr. Blue Sky"                        | Electric Light Orchestra |                                                                                          | Christopher Ferguson | MP3 WAV Video |
| Dia 4  | "Tubthumping"                         | Chumbawamba              |                                                                                          | Sandra Magnus | MP3 WAV Video |
| Dia 5  | "More"                                | Matthew West             |                                                                                          | Rex Walheim | MP3 WAV Video |
| Dia 6  | "Rocket Man"                          | Elton John               | Elton John                                                                               | STS-135 tripulação | MP3 WAV Video |
| Dia 7  | "Man on the Moon" (A cappella versão) | Michael Stipe            | Michael Stipe                                                                            | STS-135 tripulação | MP3 WAV Video |
| Dia 8  | "Good Day Sunshine"                   | The Beatles              | Paul McCartney                                                                           | STS-135 tripulação | Video         |
| Dia 9  | "Run the World (Girls)"               | Beyoncé Knowles          | Beyoncé Knowles                                                                          | Sandra Magnus | Video         |
| Dia 10 | "Celebration"                         | Kool & the Gang          | Empregados do Stennis Space Center                                                       | Sandra Magnus | WAV Video     |
| Dia 11 | "Days Go By"                          | Keith Urban              | Empregados do Johnson Space Center                                                       | Rex Walheim | Video         |
| Dia 12 | "Don't Panic"                         | Coldplay                 |                                                                                          | Douglas Hurley | Video         |
| Dia 13 | "Fanfare for the Common Man"          | Aaron Copland            | Employees at the Kennedy Space Center                                                    | Christopher Ferguson | Video         |
| Dia 14 | "God Bless America"                   | Kate Smith               | Shannon Lucid on behalf of all previous missions and to the people that made them happen | STS-135 tripulação e para todos os homens e mulheres que colocam seus corações e almas para o programa espacial por todos esses anos | Video         |